# Kalafut-Nunatak
Der Kalafut-Nunatak ist ein Nunatak im westantarktischen Marie-Byrd-Land. Er markiert das südöstliche Ende der Haines Mountains in den Ford Ranges.
Eine erste Kartierung nahmen Wissenschaftler der United States Antarctic Service Expedition (1939–1941) vor. Der United States Geological Survey kartierte ihn anhand eigener Vermessungen und Luftaufnahmen der United States Navy aus den Jahren von 1959 bis 1965. Das Advisory Committee on Antarctic Names benannte ihn 1970 nach John Kalafut, Glaziologe auf der Byrd-Station von 1966 bis 1967 und von 1968 bis 1969.